# Gunman Chronicles
Gunman Chronicles (рус. Хроники солдата) — компьютерная игра в жанре футуристического шутера от первого лица, разработанная Rewolf Software и изданная Vivendi Universal 20 ноября 2000 года. Игра работает на движке Half-Life, GoldSrc. Сначала она планировалась как полная переработка Quake; потом разработчики переключились на Quake II, далее переключились на Half-Life, пока не договорились с Valve Software и выпустили игру как отдельный, самостоятельный продукт в 2000 году.

## Сюжет
Главным героем игры является майор А́рчер (англ. Major Archer) — один из офицеров элитного подразделения Вооруженных Сил Федерации — Gunmans (Стрелки). Во время разведывательной операции отряд Gunman’ов был послан на планету Ба́нзур Прайм (англ. Banzur Prime), чтобы проверить причину потери связи с научной базой Федерации, располагающейся там же. На поверхности планеты солдаты, в числе которых и майор Арчер, впервые сталкиваются с причиной потери связи — ксеномами (англ. Xenomes) — быстро размножающимися опасными инопланетными существами. Большая часть солдат, в том числе и командир-генерал, погибает, и лишь нескольким солдатам, в числе которых был и Арчер, удается спастись и покинуть планету.
Сюжет игры разворачивается через десять лет после миссии на Банзуре Прайм, генерал посмертно был объявлен героем Федерации, а ксеномы распространяют свои споры на колонизированных людьми планетах; у разведки есть подозрения что споры ксеномов распространяются неизвестной террористической фракцией. Военно-космическая база Федерации получает сигнал, содержащий старый код, ранее используемый среди командующих Федерации, с незаселенной планеты. Отправившийся на разведку отряд Арчера попадает в засаду террористов, а чудом выживший майор обнаруживает, что на самом деле его командир, генерал, выжил на Банзуре, хотя был поглощён ксеномами. Генерал, чувствуя предательство своих товарищей, решает создать расу суперксеномов (англ. super-Xenomes), чтобы завоевать Галактику, а цель игрока состоит в том, чтобы его остановить.

## Разработка
Несмотря на то что действие игры происходит в футуристической научно-фантастической обстановке, на одном из уровней игра похожа на вестерн. Примечательно, что большинство оружия имеет различные режимы стрельбы, а некоторые могут быть усовершенствованы при помощи дополнительных деталей: например, лазерный пистолет может стрелять в импульсном, разрядном и скоростном режимах, а дополнение позволяет игроку или разряжать патроны, или использовать оптический прицел. В игре также присутствует M.U.L.E, которая представляет собой ракетницу с одиннадцатью различными усовершенствованиями.
В демоверсию, выпущенную для Gunman Chronicles, были включены уровни, недоступные в полной версии игры. Эти уровни могут быть добавлены в полную игру при помощи Gunman Chronicles Demo Addon.
Rewolf Software позднее была переименована в Streamline Studios.

## Критика
| Сводный рейтинг       | Сводный рейтинг     |
| Агрегатор             | Оценка              |
| --------------------- | ------------------- |
| GameRankings          | 68,48 %             |
| Metacritic            | 65/100 (26 обзоров) |
| MobyRank              | 74/100              |
| TopTenReviews         | [ 4 ]               |
| Иноязычные издания    |                     |
| Издание               | Оценка              |
| AllGame               | [ 5 ]               |
| Eurogamer             | 8 / 10              |
| GameRevolution        | C                   |
| GameSpot              | 5,8 / 10            |
| IGN                   | 7 / 10              |
| Русскоязычные издания |                     |
| Издание               | Оценка              |
| Absolute Games        | 70 %                |